# Pothos chinensis
Pothos chinensis là một loài thực vật có hoa trong họ Ráy (Araceae). Loài này được Constantine Samuel Rafinesque miêu tả khoa học đầu tiên năm 1838 dưới danh pháp Tapanava chinensis. Năm 1948 Elmer Drew Merrill định danh lại cho Tapanava chinensis thành Pothos chinensis.

## Phân bố
Loài này có ở Bangladesh, Bhutan, Campuchia, Lào, Myanmar, Nepal, Thái Lan, Việt Nam, Ấn Độ (Assam), Trung Quốc (Hải Nam, Hồ Bắc, Hồ Nam, Quảng Đông, Quảng Tây, Quý Châu, Tây Tạng, Tứ Xuyên, Vân Nam) và Đài Loan. Sinh sống trong rừng rậm và các thung lũng núi ẩm thấp, ở cao độ đến 2.400 mét (7.900 ft), mọc bò trên đá hay leo trên thân cây. Tại Vệt Nam nó được gọi là ráy leo Trung Quốc, cơm lênh Trung Quốc, ráy Vân Nam; trong khi tại Trung Quốc người ta gọi nó là 石柑子 (thạch cam tử).